# Щербатюк, Тамара Владимировна
Тама́ра Влади́мировна Щербатю́к (укр. Тамара Володимирівна Щербатюк; 25 ноября 1936 году, Винница, СССР — 15 мая 2015 года, Киев, Украина) — советская и украинская телеведущая, основатель авторской программы для пожилых людей «Предвечерье» (укр. «Надвечір'я»). Кавалер Ордена княгини Ольга II и III ст., Заслуженный работник культуры УССР.

## Биография
Родилась в Виннице в семье журналистов. Отец Тамары Владимировны в послевоенное время руководил корреспондентским пунктом Всесоюзного радио в Киеве, поэтому не удивительно, что дочь пошла по его стопам, окончив факультет журналистики Киевского университета имени Шевченко. После окончания вуза мечтала о работе в газете «Вечерний Киев», однако попала на телевидение, придя в 1959 году до киевского телерадиоцентру. В 60-х годах XX столетия стала первой журналисткой в эфире со специальным образованием. Была ведущей первой молодежной развлекательной программы «Интерклуб», а в 1960 году участвовала в первом телемосте Киев — Москва.
Кроме работы на телевидении, Щербатюк преподавала на факультете журналистики Киевского университета имени Тараса Шевченко и в театральном институте имени Ивана Карпенко-Карого. Принимала участие в создании первой кафедры телевидения и радиовещания на Украине и в написании первых программ и планов по специализации «телевизионная журналистика». Кандидат филологических наук. Именно Тамара Владимировна нашла и обнародовала факты существования и особенности функционирования телевидения в Киеве в 1939—1941 годах.
В конце 1980-х годов создала авторский проект для пожилых людей «Предвечерье» (укр. «Надвечір'я»), который выходил в эфире УТ-1 (впоследствии Первого Национального) с 1988 по 2015 год. Благодаря программе более чем в 80 городах и сёлах Украины была создана любительские кружки, клубы и хоры. После смерти Тамары Владимировны Щербатюк стала выходить в эфир программа «Предвечерье. Судьбы» ведущим которой стал композитор-песенник, народный артист Украины Марьян Гаденко.
Умерла во сне в ночь на 15 мая 2015 году на 79-м году жизни от сердечного приступа. Похоронена в Киеве на Лукьяновском кладбище.

### Семья
Муж Вадим Львович Чубасов — украинский театральный режиссёр, телережиссёр, киновед, педагог.
Дочь Елена — искусствовед.

## Звания и награды
- Орден княгини Ольги II ст. (13 ноября 2008) — за весомый личный вклад в развитие телевидения и радиовещания на Украине, создание творческих и тематических программ, широкое информирование общественности, высокое профессиональное мастерство[5]
- Орден княгини Ольги III ст. (3 июня 1999) — за высокий личный вклад в развитие журналистики, высокое профессиональное мастерство[6]
- Заслуженный работник культуры[7]